# Гинзбург, Семён Сергеевич
Семён Сергеевич Гинзбург (11 (24) сентября 1907 — 21 декабря 1974) — советский киновед, доктор искусствоведения (1964).

## Биография
С 1935 года работал помощником ответственного редактора журнала «Советское кино», помощником ответственного редактора, ответственным секретарем журнала «Искусство кино». В 1939 году окончил аспирантуру Всесоюзного государственного института кинематографии (ВГИК).
Участник Великой Отечественной войны. Демобилизован в звании сержанта в октябре 1945 года. Заведовал отделом кино газеты «Советское искусство».
10 июля 1947 года защитил диссертацию на соискание ученой степени кандидата искусствоведения на тему «Вопросы стилистики в работах мастеров кино». В ходе кампании по борьбе с космополитизмом был уволен с должности заведующего отделом кино газеты «Советское искусство». В марте 1949 года ВАК признал его диссертацию «антинаучной, порочной в своей основе, чуждой принципам марксистско-ленинской философии и эстетики, искажающей реальное развитие советского кино». Ученая степень ему не была присуждена. 
В 1950—1953 годах — старший редактор киностудии «Союзмультфильм», с 1953 года — старший научный сотрудник Института истории искусств. В 1956 году защитил диссертацию на соискание ученой степени кандидата искусствоведения на тему «Творческие вопросы развития советской мультипликационной кинематографии».
С 1946 по 1966 год вёл курсы истории и теории кино во ВГИКе и на сценарном отделении Высших курсов сценаристов и режиссёров.
Автор книг «Рисованный и кукольный фильм: очерки развития советской мультипликационной кинематографии» (1957), «Кинематография дореволюционной России» (1963), «Очерки теории кино» (1974), ряда научных работ по истории и теории кинематографа.
Скончался 21 декабря 1974 года.